# Santuário de Vida Selvagem de Shwesettaw

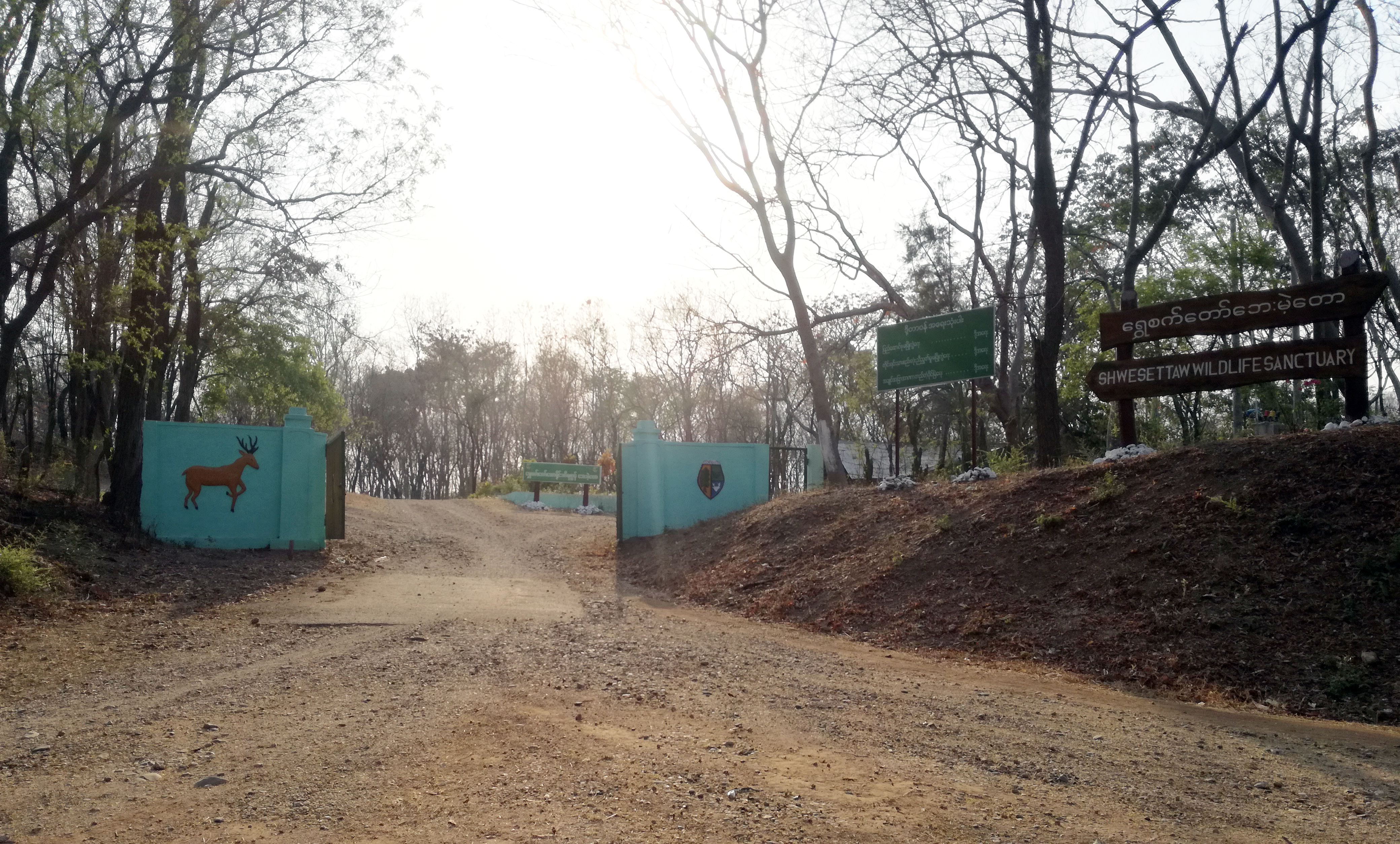
Imagem do Santuário de Vida Selvagem de Shwesettaw

O Santuário de Vida Selvagem de Shwesettaw é uma área protegida em Myanmar, abrangendo 464.09 km2 (179.19 sq mi). Foi criado em 1985. Em elevação, varia de 55 a 555 metros de altitude e abriga floresta decídua mista nos municípios de Minbu, Pwintphyu, Saytotetaya e Ngape na região de Maguai.